# Zipplingen (Unterschneidheim)
Zipplingen ist ein Ortsteil von Unterschneidheim im baden-württembergischen Ostalbkreis. Der einst selbständige Ort wurde im Jahr 1975 nach Unterschneidheim eingemeindet. Zum Ort gehören die Ortschaften Sechtenhausen und Wössingen.

## Geschichte
Der Ort Zuppelingen wurde das erste Mal im Jahre 1153 erwähnt. Vermutlich geht der Ortsname auf den Personennamen Zuppilo zurück. Östlich der Kirche stand die Burg Zipplingen, auf der die Herren von Zipplingen ihren Stammsitz hatten. Diese waren Ministerialen des Reichs, später der Grafen von Oettingen.
Zipplingen wurde 1632 von den Schweden niedergebrannt. Weitere Ortsbrände:
- 19. September 1677: 58 Firste zerstört
- 5. September 1678: 39 Firste zerstört
- 9. Mai 1795: 22 Gebäude zerstört
- 27. Oktober 1837: 22 Gebäude zerstört
- 16. Juli 1848: 3 Hauptgebäude zerstört

1761–65 wurde die heutige St. Martinskirche errichtet.

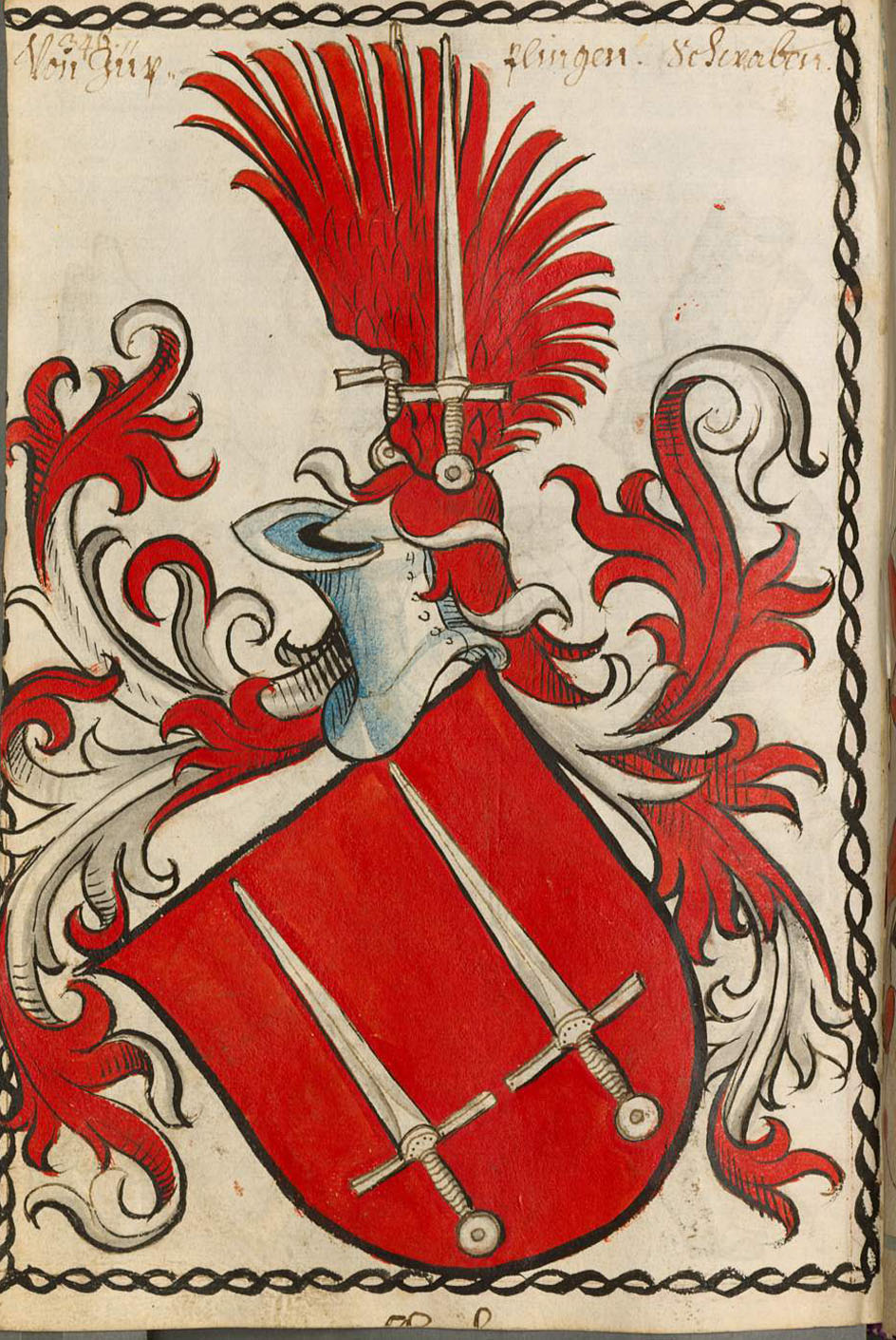
Familienwappen der von Zipplingen nach dem Scheiblerschen Wappenbuch

## Ortsgliederung
Auf der Gemarkung Zipplingen liegen noch die beiden Dörfer Sechtenhausen und Wössingen. Die insgesamt 710 Einwohner teilen sich wie folgt auf:
- Zipplingen: 550
- Sechtenhausen: 60
- Wössingen: 100